# Onagraceae
Onagraceae (onagráceas, en español) es una familia de plantas generalmente herbáceas.

## Descripción
Tienen hojas simples, sin estípulas, alternas u opuestas. La familia se caracteriza por flores de 4 sépalos y pétalos en algunos géneros (por ejemplo, las fucsias), los sépalos son tan coloreados como los pétalos, por lo que da la impresión de que tienen doble número de estos, son hermafroditas, actinomorfas o ligeramente cigomorfas, habitualmente tetrámeras (en la península) o dímeras, ínferas, con 2-4 carpelos y con un hipanto tubular, androceo con 8 (o 4+4) estambres. Fruto en cápsula, en baya, o seco indehiscente, más o menos alargado; es característica la presencia de un penacho de pelos en la semilla. Algunas de estas plantas tienen ramificación en "V" y son llamadas en Argentina "el pastito peronista". 
Esta familia incluye unas 650 especies de hierbas, arbustos y árboles en 20 o 24 géneros repartidos ampliamente por todos los continentes, abarcando desde las regiones boreales hasta las tropicales.

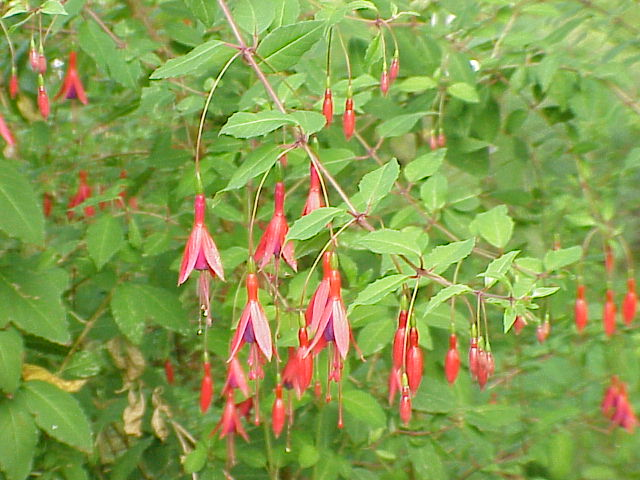
Fuchsia magellanica

## Géneros
| - Boisduvalia - Calylophus - Camissonia - Chamerion - Circaea - Clarkia - Epilobium - Eucharidium | - Fuchsia - Gaura - Gayophytum - Gongylocarpus - Hauya - Hemifuchsia - Heterogaura - Isnardia | - Jussiaea - Kneiffia - Lopezia - Ludwigia - Oenothera - Stenosiphon - Xylonagra - Zauschneria |